# SN 2006kf
SN 2006kf – supernowa typu Ia odkryta 21 października 2006 roku w galaktyce UGC 2829. W momencie odkrycia miała maksymalną jasność 17,40m.